# ك. ك. باريت
ك. ك. باريت (بالإنجليزية: K. K. Barrett)‏ هو مصمم الإنتاج أمريكي، ولد في القرن العشرين في أوماها في الولايات المتحدة.

## وصلات خارجية
- ك. ك. باريت على موقع IMDb (الإنجليزية)
- ك. ك. باريت على موقع ميوزك برينز (الإنجليزية)
- ك. ك. باريت على موقع ديسكوغز (الإنجليزية)
- ك. ك. باريت على موقع قاعدة بيانات الفيلم (الإنجليزية)